# Phaethornis stuarti
El ermitaño boliviano, ermitaño chico de pico largo o ermitaño de ceja blanca (Phaethornis stuarti), es una especie de ave apodiforme de la familia Trochilidae, perteneciente al numeroso género Phaethornis. Es nativo de regiones andinas del centro oeste de América del Sur.

## Distribución y hábitat
Se distribuye por la pendiente oriental de los Andes desde el centro de Perú (al sur desde Pasco) hasta el centro de Bolivia (oeste de Santa Cruz).
Esta poco conocida especie habita en el sotobosque de bosques de transición (selvas húmedas entre várzea y terra firme), bambuzales, crecimientos secundarios, bosques tropicales de estribaciones, matorrales y hábitats similares. Hasta los 1000 m de altitud.

## Sistemática

### Descripción original
La especie P. stuarti fue descrita por primera vez por el ornitólogo alemán Ernst Hartert en 1897 bajo el mismo nombre científico; su localidad tipo es: «Salinas, río Beni, Bolivia».

### Etimología
El nombre genérico masculino «Phaethornis» se compone de las palabras del griego «phaethōn» que significa ‘sol’ y «ornis» que significa ‘pájaro’; y el nombre de la especie «stuarti», conmemora al recolector en Bolivia A. M. Stuart.

### Taxonomía
Así como otros ermitaños pequeños, ya fue colocada en un género Pygmornis. Es pariente cercana con Phaethornis ruber y ya fueron consideradas conespecíficas, hay un contacto geográfico muy próximo entre ellas, tal vez sean simpátricas. Es monotípica.